# Dekanat Sant Vicenç dels Horts
Dekanat Sant Vicenç dels Horts – jeden z 9 dekanatów diecezji Sant Feliu de Llobregat w Hiszpanii. 
Według stanu na lipiec 2016 w jego skład wchodziło 10 parafii. 

## Lista parafii
Źródło:
| Lp. | Miejscowość            | Parafia                           | Proboszcz                      | Kościół                                                    | Grafika | Adres                                                                |
| --- | ---------------------- | --------------------------------- | ------------------------------ | ---------------------------------------------------------- | ------- | -------------------------------------------------------------------- |
| 1   | Cervelló               | Parafia św. Stefana               | Mn. Tirado Lara, Francesc      | Kościół św. Stefana w Cervelló                             |         | Major, 23 08758 Cervelló                                             |
| 2   | Corbera de Llobregat   | Parafia św. Antoniego Abat        | Mn. Palau Valero, Daniel       | Kościół św. Antoniego Abat w Corbera de Llobregat          |         | Sant Antoni, 34 08757 Corbera de Llobregat                           |
| 3   | Corbera de Llobregat   | Parafia Najświętszej Maryi Panny  | Mn. Palau Valero, Daniel       | Kościół Najświętszej Maryi Panny w Corbera de Llobregat    |         | Pl. Església, 1 08757 Corbera de Llobregat                           |
| 4   | La Palma de Cervelló   | Parafia Najświętszej Maryi Panny  | Mn. Figueras Jové, Josep       | Kościół Najświętszej Maryi Panny w La Palma de Cervelló    |         | Església, 3 08756 La Palma de Cervelló                               |
| 5   | Pallejà                | Parafia św. Eulalii               | Mn. Vilaplana Moltó, Rafael    | Kościół św. Eulalii w Pallejà                              |         | Pg. Jaume Balmes, 4 08780 Pallejà                                    |
| 6   | Sant Vicenç dels Horts | Parafia św. Antoniego Padewskiego | P. Gutiérrez Díez, Faustí, SDB | Kościół św. Antoniego Padewskiego w Sant Vicenç dels Horts |         | Pl. Carme Llinàs, 1 08620 Sant Vicenç dels Horts                     |
| 7   | Sant Vicenç dels Horts | Parafia św. Wincentego Męczennika | Mn. Roca Roig, Antoni          | Kościół św. Wincentego Męczennika w Sant Vicenç dels Horts |         | Pl. Sant Jordi, 4-6 08620 Sant Vicenç dels Horts                     |
| 8   | Sant Vicenç dels Horts | Parafia św. Józefa                | Mn. Vilaplana Moltó, Rafael    | Kościół św. Józefa w Sant Vicenç dels Horts                |         | Girona, 2 - bxos (porta lateral petita) 08620 Sant Vicenç dels Horts |
| 9   | Torrelles de Llobregat | Parafia św. Marcina               | Mn. Vargas Salas, Juan Antonio | Kościół św. Marcina w Torrelles de Llobregat               |         | Pl. Església, 5 08629 Torrelles de Llobregat                         |
| 10  | Vallirana              | Parafia św. Mateusza              | Mn. Tirado Lara, Francesc      | Kościół św. Mateusza w Vallirana                           |         | Església, 26 08759 Vallirana                                         |